# Clea Koff
Clea Koff (née en 1972) est une anthropologue judiciaire et auteure américaine née au Royaume-Uni. Elle a travaillé plusieurs années pour le Tribunal pénal international des Nations Unies pour le Rwanda (TPIR) où elle réalise 2 missions, et le Tribunal pénal international pour l'ex-Yougoslavie (5 missions), la faisant intervenir au Rwanda, en Bosnie, en Croatie, en Serbie, et en 2000 au Kosovo. Elle se fait connaître par La mémoire des os, livre dans lequel elle raconte son travail d'identification des victimes dans les charniers des régions de guerre, puis écrit des romans policiers.

## Naissance et formation
Koff naît en 1972 d'une mère tanzanienne, Msindo Mwinyipembe, et d'un père américain, David Koff (en) (1939-2014), tous deux réalisateurs de documentaires sur les questions de droits de l'homme. Son père est notamment connu pour People of the Wind, travail sur les nomades en Iran nommé à l'Oscar du meilleur documentaire en 1976, et pour ses documentaires souvent polémiques sur la colonisation de l'Afrique par le Royaume-Uni (The Black Man's Land, 1973), le racisme du Royaume-Uni (Blacks Britannica, 1978) et la situation en Palestine (Occupied Palestine, 1981). Par leur métier, ses parents l'emmènent, avec son frère aîné Kimera, sur plusieurs continents. Elle passe ainsi son enfance en Angleterre, au Kenya, en Tanzanie, en Somalie et aux États-Unis. À l'adolescence, elle décide de se consacrer à l'ostéologie humaine et commence ses études supérieures en Californie. Elle obtient un Bachelor en anthropologie à l'Université de Stanford. Elle intègre ensuite un programme de Master en anthropologie médico-légale à l'Université de l'Arizona, et termine son Master en 1999 à l'Université du Nebraska après avoir combiné ses études avec le travail de médecine légale, réalisé pour l'ONU de 1996 à 2000, qui va la faire connaître largement.

## La mémoire des os
Par sa formation, Koff étudie les squelettes préhistoriques en Californie et les cadavres de personnes mortes par overdose ou en se déplaçant illégalement du Mexique vers les Etats-Unis ; elle est alors appelée, à 23 ans et alors que ses études ne sont pas achevées, à rejoindre une petite équipe de scientifiques de l'ONU exhumant des victimes du génocide au Rwanda, notamment sur le site de Kibuye où près de 4000 personnes ont été tuées, et en ex-Yougoslavie. Son expertise, entre 1996 et 2000, permet de trouver des preuves pour traduire les auteurs de crimes en justice et aider les proches à identifier les défunts. À partir de ce travail, elle écrit La mémoire des os, livre-témoignage remarqué par la critique littéraire,,,, .

## Comme écrivaine

### La mémoire des os
En 2004, Koff publie aux éditions Random House The Bone Woman: Among the dead in Rwanda, Bosnia, Croatia and Kosovo. Témoignage du travail qu'elle a mené au Rwanda et en ex-Yougoslavie, l'ouvrage connaît rapidement une diffusion mondiale et est publié au Royaume-Uni, en Australie, aux Pays-Bas, en Espagne, en Allemagne, en Argentine et au Canada. La diffusion s'étend au Danemark, en Norvège, en Italie et au Portugal en 2006, et en Pologne en 2007. Il est un best-seller dans plusieurs pays.
En 2005, le livre connaît une traduction en France, La mémoire des os. Bien reçu par la critique, il est l'un des 3 premiers livres publiés par Héloîse d'Ormesson, qui vient de créer sa maison d'édition la même année.

### Fiction
Après son premier livre, Koff se tourne vers le roman policier en s'appuyant sur sa formation et son expérience de terrain. Freezing, premier volume d'une série intitulée Jayne & Steelie Mystery, est publié par Severn House au Royaume-Uni en août 2011 et aux États-Unis en décembre 2011. En France, les Éditions Héloïse d'Ormesson en publient la traduction française.
Surfacing, à l'écriture qualifiée de classique et sobre,, paraît ensuite en 2024.

## Autres missions

### Organisation à but non lucratif
En 2005, Koff fonde le Missing Persons Identification Resource Center (MPID), une organisation à but non lucratif basée à Los Angeles, qui vise à « mettre en relation les familles de personnes disparues [aux États-Unis] et bureau du coroner qui détient des milliers de corps non identifiés ». L'organisation a cessé ses activités en 2012.

### Affaire Richardson
En 2010, les restes momifiés du corps d'une jeune femme de 24 ans, Mitrice Richardson (en), sont découverts dans la région du Malibu Canyon. Elle avait été interpellée en 2009 par la police de Lost Hills avant d'être relâchée, trouvant ensuite la mort dans des circonstances que la famille avait jugé évitables si la police l'avait gardé en détention.
Koff, appelée à apporter son expertise sur l'analyse du corps de la victime, a critiqué l'hypothèse de la police de Los Angeles selon laquelle les vêtements de la jeune femme auraient été enlevés par des animaux. Aidée de membres de la famille, elle a également retrouvé un os du doigt de la victime plusieurs mois après la deuxième campagne de recherche du corps menée par le coroner.